# خی¹ شکارچی
خی¹ شکارچی یک ستاره است که در صورت فلکی شکارچی قرار دارد.